# Torneo di Wimbledon 1999 - Qualificazioni doppio femminile
Le qualificazioni del doppio  femminile del Torneo di Wimbledon 1999 sono state un torneo di tennis preliminare per accedere alla fase finale della manifestazione. I vincitori dell'ultimo turno sono entrati di diritto nel tabellone principale. In caso di ritiro di uno o più giocatori aventi diritto a questi sono subentrati i lucky loser, ossia i giocatori che hanno perso nell'ultimo turno ma che avevano una classifica più alta rispetto agli altri partecipanti che avevano comunque perso nel turno finale.

## Teste di serie
1. Jana Kandarr /  Trudi Musgrave (primo turno)
2. Samantha Reeves /  Mashona Washington (ultimo turno, Lucky Loser)

1. Jelena Dokić /  Tina Pisnik (qualificate)
2. Barbara Schwartz /  Patricia Wartusch (primo turno)

## Qualifiers
1. Julia Abe /  Nadia Petrova

1. Jelena Dokić /  Tina Pisnik

### Lucky Losers
1. Alina Židkova /  Larissa Schaerer

1. Samantha Reeves /  Mashona Washington

## Tabellone qualificazioni

### Legenda
| - Q = Qualificato - WC = Wild card - LL = Lucky loser | - ALT = Alternate - SE = Special Exempt - PR = Protected Ranking | - w/o = Walkover - r = Ritirato - d = Squalificato |

### Sezione 1
|  | Primo turno                           | Primo turno                           | Primo turno                           | Primo turno                  | Primo turno |  |  | Secondo turno                         | Secondo turno                         | Secondo turno                         | Secondo turno                  | Secondo turno                  |   |   | Ultimo turno            | Ultimo turno            | Ultimo turno            | Ultimo turno | Ultimo turno |  |
|  |                                       |                                       |                                       |                              |             |  |  |                                       |                                       |                                       |                                |                                |   |   |                         |                         |                         |              |              |  |
|  | 1                                     | Jana Kandarr Trudi Musgrave           | 2                                     | 6                            | 5           |  |  |                                       |                                       |                                       |                                |                                |   |   |                         |                         |                         |              |              |  |
|  |                                       | Jelena Kostanić Patty Van Acker       | 6                                     | 2                            | 7           |  |  | Jelena Kostanić Patty Van Acker       | Jelena Kostanić Patty Van Acker       | Jelena Kostanić Patty Van Acker       | 4                              | 4                              |   |   |                         |                         |                         |              |              |  |
|  | Julia Abe Nadia Petrova               | Julia Abe Nadia Petrova               | Julia Abe Nadia Petrova               | Julia Abe Nadia Petrova      | w/o         |  |  | Julia Abe Nadia Petrova               | Julia Abe Nadia Petrova               | Julia Abe Nadia Petrova               | 6                              | 6                              |   |   |                         |                         |                         |              |              |  |
|  | Evie Dominikovic Selima Sfar          | Evie Dominikovic Selima Sfar          | Evie Dominikovic Selima Sfar          | Evie Dominikovic Selima Sfar |             |  |  |                                       |                                       |                                       |                                |                                |   |   | Julia Abe Nadia Petrova | Julia Abe Nadia Petrova | Julia Abe Nadia Petrova | 6            | 6            |  |
|  | 4                                     | Barbara Schwartz Patricia Wartusch    | 6                                     | 4                            | 3           |  |  |                                       |                                       | Alina Židkova Larissa Schaerer        | Alina Židkova Larissa Schaerer | Alina Židkova Larissa Schaerer | 2 | 3 |                         |                         |                         |              |              |  |
|  |                                       | Alina Židkova Larissa Schaerer        | 3                                     | 6                            | 6           |  |  | Alina Židkova Larissa Schaerer        | Alina Židkova Larissa Schaerer        | Alina Židkova Larissa Schaerer        | 6                              | 6                              |   |   |                         |                         |                         |              |              |  |
|  | Tathiana Garbin Caroline Schneider    | Tathiana Garbin Caroline Schneider    | Tathiana Garbin Caroline Schneider    | 2                            | 6           |  |  | Kim Clijsters Antonella Serra Zanetti | Kim Clijsters Antonella Serra Zanetti | Kim Clijsters Antonella Serra Zanetti | 2                              | 1                              |   |   |                         |                         |                         |              |              |  |
|  | Kim Clijsters Antonella Serra Zanetti | Kim Clijsters Antonella Serra Zanetti | Kim Clijsters Antonella Serra Zanetti | 6                            | 7           |  |  |                                       |                                       |                                       |                                |                                |   |   |                         |                         |                         |              |              |  |

### Sezione 2
|  | Primo turno                  | Primo turno                          | Primo turno                          | Primo turno | Primo turno |  |  | Secondo turno | Secondo turno                        | Secondo turno                        | Secondo turno                      | Secondo turno                      |   |   | Ultimo turno | Ultimo turno             | Ultimo turno             | Ultimo turno | Ultimo turno |  |
|  |                              |                                      |                                      |             |             |  |  |               |                                      |                                      |                                    |                                    |   |   |              |                          |                          |              |              |  |
|  | Anca Barna Karin Miller      | Anca Barna Karin Miller              | 6                                    | 0           | 6           |  |  |               |                                      |                                      |                                    |                                    |   |   |              |                          |                          |              |              |  |
|  | Shinobu Asagoe Park Sung-hee | Shinobu Asagoe Park Sung-hee         | 1                                    | 6           | 4           |  |  |               | Anca Barna Karin Miller              | Anca Barna Karin Miller              | 6                                  | 3                                  |   |   |              |                          |                          |              |              |  |
|  |                              | Nóra Köves Nirupama Vaidyanathan     | Nóra Köves Nirupama Vaidyanathan     | 3           | 4           |  |  | 3             | Jelena Dokić Tina Pisnik             | Jelena Dokić Tina Pisnik             | 7                                  | 6                                  |   |   |              |                          |                          |              |              |  |
|  | 3                            | Jelena Dokić Tina Pisnik             | Jelena Dokić Tina Pisnik             | 6           | 6           |  |  |               |                                      |                                      |                                    |                                    |   |   | 3            | Jelena Dokić Tina Pisnik | Jelena Dokić Tina Pisnik | 6            | 7            |  |
|  | WC                           | Lizzy Jelfs Kate Warne-Holland       | Lizzy Jelfs Kate Warne-Holland       | 3           | 2           |  |  |               |                                      | 2                                    | Samantha Reeves Mashona Washington | Samantha Reeves Mashona Washington | 1 | 5 |              |                          |                          |              |              |  |
|  |                              | Francesca Lubiani Miroslava Vavrinec | Francesca Lubiani Miroslava Vavrinec | 6           | 6           |  |  |               | Francesca Lubiani Miroslava Vavrinec | Francesca Lubiani Miroslava Vavrinec | 1                                  | 4                                  |   |   |              |                          |                          |              |              |  |
|  |                              | Sandra Načuk Brie Rippner            | Sandra Načuk Brie Rippner            | 4           | 6           |  |  | 2             | Samantha Reeves Mashona Washington   | Samantha Reeves Mashona Washington   | 6                                  | 6                                  |   |   |              |                          |                          |              |              |  |
|  | 2                            | Samantha Reeves Mashona Washington   | Samantha Reeves Mashona Washington   | 6           | 7           |  |  |               |                                      |                                      |                                    |                                    |   |   |              |                          |                          |              |              |  |